# Рогачів (Звягельський район)
Рогачі́в — село в Україні, у Баранівській міській громаді Звягельському районі Житомирської області. Населення становить 1 025 осіб (2001).

## Символіка
На гербі зображено 2 рогача між якими зображені два барана з золотими рогами. Вгорі (герб Любич) та внизу (герб Огоньчик) зображені герби колишніх власників села. Зображення двох рогачів і золотих рогів вказують на назву населеного пункту і роблять герб подвійно промовистим. Барани також вказують на приналежність села до Баранівської громади.

## Історія
Вперше Рогачів згадується 1577 року.
У 1906 році — містечко Рогачівської волості Новоград-Волинського повіту  Волинської губернії. Відстань від повітового міста 20 верст. Дворів 328, мешканців 845.
На початку XIX століття містечко належало до Рогачівського маєтку Францишека Мнєвського (пол. Franciszek Mniewski herbu Ogończyk).
Пізніше власником Рогачева був Францишек Савицький гербу Любич (пол. Franciszek Sawicki herbu Lubicz). В родини Францишека та Беніґни (пол. Benigną z Przesmyckich) був син Казимир, який по смерті батька 1879 року успадкує маєток, а також донька Йоанна (в шлюбі Пшилуська). А на початку грудня 1887 року померла пані Беніґна Савицька. Казимир Францович у Варшаві одружився з Ядвігою-Емілією-Марією Зуччіні (пол. Jadwiga Emilia Maria Zucchini), з якою мали єдину доньку Яніну.
Радянська влада в ньому встановлена 22 січня 1918 року.
У Другій Світовій війні брали участь 184 жителі села, з них 102 загинуло. 123 чоловіка удостоєні бойових орденів і медалей.
Було центром Рогачівської сільської ради.
27 липня 2016 року село увійшло до складу новоствореної Баранівської міської територіальної громади Баранівського району Житомирської області. Від 19 липня 2020 року, разом з громадою, в складі новоствореного Новоград-Волинського (згодом — Звягельський) району Житомирської області.
Уродженцем Рогачова є Й. Г. Туровець — доктор медичних наук, професор.

## Навчальні заклади
- Дитячий садок «Калинка»

- Рогачівська гімназія Баранівської міської ради Житомирської області

- РОГАЧІВ-ВОЛИНСЬКА ФІЛІЯ НОВОЧОРТОРИЙСЬКОГО ДЕРЖАВНОГО АГРАРНОГО ТЕХНІКУМУ

## Медичні заклади
- Рогачівська амбулаторія загальної практики сімейної медицини

## Відомі люди
- Бабич Сергій Олексійович (1939—2016) — український націоналіст.
- Забара Натан Ілліч (1908—1975) — єврейський письменник.